# Kunice (gmina w województwie wrocławskim)
Kunice (niem. Kunzendorf) – dawna gmina wiejska istniejąca w latach 1945–1946 w woj. wrocławskim (dzisiejsze woj. dolnośląskie). Siedzibą władz gminy były Kunice (obecnie dzielnica Żar).
Gmina Kunice powstała po II wojnie światowej na terenie tzw. Ziem Odzyskanych (tzw. II okręg administracyjny – Dolny Śląsk). 28 czerwca 1946 gmina – jako jednostka administracyjna powiatu żarskiego – weszła w skład nowo utworzonego woj. wrocławskiego.
Według stanu z 28 czerwca 1946 gmina liczyła 1258 mieszkańców. Gminę zniesiono krótko po tym, a jej obszar połączono ze zniesionymi gminami Benawa (Bieniów) i Lubanice w nową gminę Kadłubia.